# Matthew Boulton
Matthew Boulton (Birmingham, 3 settembre 1728 – Birmingham, 17 agosto 1809) è stato un imprenditore britannico.
Nel 1761 fondò una grande fonderia a Birmingham e nel 1767 conobbe James Watt, il padre della macchina a vapore; la collaborazione tra Boulton e Watt iniziò nel 1774. Fino alla fine del XVIII secolo, la ditta Boulton & Watt installò centinaia di motori a vapore, che resero possibile la meccanizzazione di fabbriche e fonderie. Boulton applicò tecniche moderne al conio delle monete, producendo milioni di pezzi per la Gran Bretagna e altre nazioni, e rifornendo la zecca reale britannica con attrezzatura all'avanguardia.
Nato a Birmingham da un manufatturiere della città che morì quando Boulton aveva 31 anni. Allora Boulton aveva gestito l'attività di famiglia da molti anni e la espanse considerevolmente alla Soho Manufactory, costruita da lui vicino a Birmingham.  A Soho, adottò le tecniche più recenti, e si occupò di placche d'argento, ormolu e altre arti decorative. Si associò a James Watt quando il socio d'affari di Watt, John Roebuck, non fu in grado di pagare un debito a Boulton; allora Boulton come compenso accettò la percentuale di Roebuck del brevetto di Watt. In seguito riuscì a convincere il Parlamento ad estendere il brevetto di Watt per altri 17 anni, consentendo all'azienda di commercializzare la motrice a vapore di Watt. L'azienda installò centinaia di motori a vapore Boulton & Watt in Gran Bretagna e all'estero, inizialmente nelle miniere e poi nelle fabbriche.
Boulton era un importante membro della Lunar Society, un gruppo di uomini della zona di Birmingham prominenti nelle arti, nelle scienze e in teologia. Erano membri Watt, Erasmus Darwin, Josiah Wedgwood e Joseph Priestley. La società organizzava incontri ogni mese in corrispondenza della luna piena. Ai membri della società sono attribuiti sviluppi e tecniche in scienze, agricoltura, manifattura, estrazione mineraria e trasporti che gettarono le basi per la rivoluzione industriale.
Boulton fondò la Soho Mint, che presto adattò all'energia a vapore. Cercò di migliorare il cattivo stato della monetazione britannica e, dopo diversi anni di sforzi, ottenne un contratto nel 1797 per produrre la prima moneta britannica in rame dopo un quarto di secolo. I suoi pezzi "a ruota dentata" erano ben progettati e difficili da contraffare, e comprendevano la prima coniazione del grande penny di rame, che continuò a essere coniato fino al giorno della decimalizzazione nel 1971. 
Si ritirò nel 1800, pur continuando a gestire la sua zecca, All'inizio del 1809 era gravemente malato. Soffriva da tempo di calcoli renali, che si depositavano anche nella vescica, causandogli un grande dolore.  Morì a Soho House il 17 agosto 1809. Fu sepolto nel cimitero della chiesa di St. Mary, Handsworth, a Birmingham, che in seguito fu ampliata sul luogo della sua tomba. All'interno della chiesa, sulla parete nord del santuario, si trova un grande monumento marmoreo a lui dedicato, commissionato dal figlio, scolpito dallo scultore John Flaxman. Comprende un busto in marmo di Boulton, incastonato in un'apertura circolare sopra due putti, uno dei quali contiene un'incisione della Manifattura di Soho. 

## Riconoscimenti

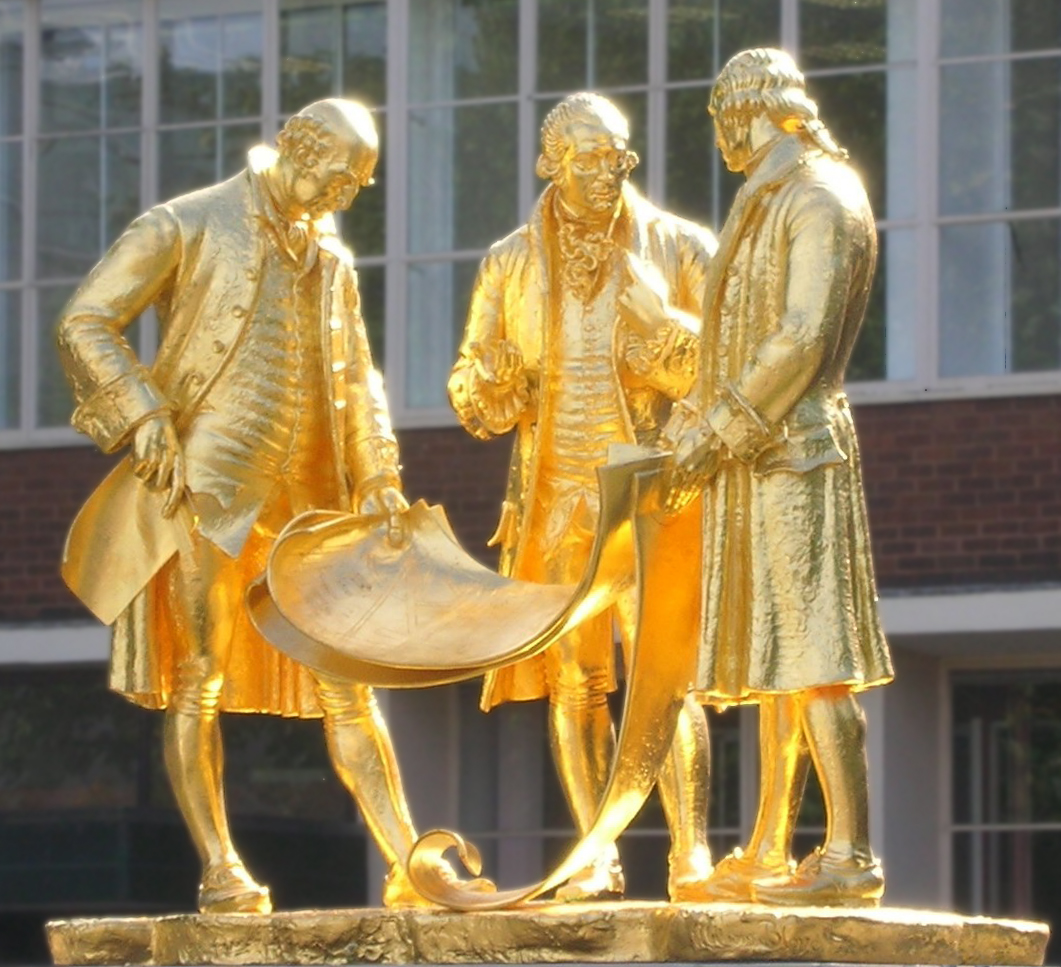
Boulton, Watt and Murdoch, di William Bloye (1956). La statua si trova a Birmingham

Boulton ha avuto diversi memoriali ed ha avuto commemorazioni a Birmingham e dintorni. Soho House, la sua casa dal 1766 fino alla sua morte, è ora un museo, così come la sua prima officina, Sarehole Mill. Le carte della famiglia di Matthew Boulton, insieme ai documenti di James Watt e della famiglia e della ditta di Boulton e Watt, formano collettivamente gli Archivi di Soho e sono conservati presso gli Archivi e le Collezioni di Birmingham, presso la Biblioteca di Birmingham. È riconosciuto dalle targhe blu nella sua casa natale di Steelhouse Lane e a Soho House. Una statua in bronzo dorato di Boulton, Watt e Murdoch (1956) di William Bloye si trova di fronte a Centenary Square nel centro di Birmingham. Il Matthew Boulton College è stato così chiamato in suo onore nel 1957. Il duecentesimo anniversario della sua morte, nel 2009, ha portato a una serie di omaggi. Il consiglio comunale di Birmingham ha promosso "un festival della durata di un anno che celebra la vita, il lavoro e l'eredità di Matthew Boulton". 
Il 29 maggio 2009 la Banca d'Inghilterra ha annunciato che Boulton e Watt sarebbero apparsi su una nuova banconota da 50 sterline. Il disegno è il primo a presentare un doppio ritratto su una banconota della Banca d'Inghilterra e presenta i due industriali fianco a fianco con le immagini di un motore a vapore e della Soho Manufactory di Boulton. Le citazioni attribuite a ciascuno degli uomini sono incise sulla nota: "Vendo qui, signore, ciò che tutto il mondo desidera avere: POTERE" (Boulton) e "Non riesco a pensare ad altro che a questa macchina" (Watt).  Le obbligazioni sono entrate in circolazione il 2 novembre 2011. 
Nel marzo 2009, Boulton è stato onorato con l'emissione di un francobollo della Royal Mail. Il 17 ottobre 2014 una targa commemorativa in bronzo di Boulton è stata inaugurata nella Cappella di St Paul, nell'Abbazia di Westminster, accanto alla targa del suo socio in affari James Watt.